# Denbighshire
Denbighshire (kymriska: Sir Ddinbych) är ett grevskap och en kommun (principal area) i norra Wales med Ruthin som huvudort. 1974 införlivades grevskapet med Clwyd. Det återupprättades 1996, men omfattande ett mindre område än tidigare. I väster har ett område förts till Conwy och i sydost till Wrexham. Denbighshire har cirka 96 000 invånare (2022).

## Större orter i Denbighshire
- Denbigh
- Dyserth
- Llangollen
- Prestatyn
- Rhuddlan
- Rhyl
- Ruthin
- St. Asaph

## Administrativ indelning
Denbighshire är indelat i 39 communities:

- Aberwheeler
- Betws Gwerfil Goch
- Bodelwyddan
- Bodfari
- Bryneglwys
- Cefnmeiriadog
- Clocaenog
- Corwen
- Cwm
- Cyffylliog
- Cynwyd
- Denbigh
- Derwen
- Dyserth
- Efenechtyd
- Gwyddelwern
- Henllan
- Llanarmon-yn-Ial
- Llanbedr Dyffryn Clwyd
- Llandegla
- Llandrillo
- Llandyrnog
- Llanelidan
- Llanfair Dyffryn Clwyd
- Llanferres
- Llangollen
- Llangynhafal
- Llanrhaeadr-yng-Nghinmeirch
- Llantysilio
- Llanynys
- Nantglyn
- Prestatyn
- Rhuddlan
- Rhyl
- Ruthin
- St Asaph
- Trefnant
- Tremeirchion
- Waen